# Gints Freimanis
Gints Freimanis (* 9. Mai 1985 in Saldus; † 5. Juni 2023) war ein lettischer Fußballspieler.

## Karriere

### Verein
Gints Freimanis spielte im Jahr 2005 beim FK Ventspils. Ohne jeglichen Ligaeinsatz in der Spielzeit 2005, dafür mit dem Gewinn des Lettischen Pokals, wechselte er bereits nach einem Jahr den Verein. Ab 2006 spielte er für ein Jahr in Rēzekne bei RSK Dižvanagi, der sich später in SK Blāzma Rēzekne unbenannte. In der Saison 2007 war Freimanis eine Halbserie beim FK Jelgava und FK Jūrmala aktiv. Aus Jūrmala wechselte er zu Jahresbeginn 2008 in die lettische Hauptstadt zum FK Riga. Ein weiteres Jahr später spielte er zweimal für St Patrick’s Athletic in der League of Ireland. Von 2010 bis 2011 stand er wieder in Lettland unter Vertrag und war zwei Spielzeiten für den FK Jelgava aktiv, mit dem er 2010 Pokalsieger wurde. In der Saison 2011/12 spielte Freimanis beim deutschen Verbandsligisten FC Pommern Greifswald, mit dem in die Oberliga Nordost aufstieg. Nach einer Saison in der Oberliga wechselte er zurück zum FK Jelgava, mit dem er 2014 und 2015 Pokalsieger in Lettland wurde. 2018–2019 war er beim FK Spartaks Jūrmala aktiv, bevor er bis Ende 2022 bei FS Leevon spielte, wo er auch seine Karriere beendete.

#### Nationalmannschaft
Gints Freimanis debütierte im Mai 2014 in der lettischen Nationalmannschaft im Finale des Baltic Cup gegen Litauen. Von 2014 bis 2018 spielte Freimanis 13 Spiele für die lettische Nationalmannschaft und erzielte dabei ein Tor.

## Erkrankung und Tod
Im Oktober 2021 wurde bei Freimanis Hautkrebs diagnostiziert. Am 5. Juni 2023 starb er im Alter von 38 Jahren an den Folgen der Krankheit.

## Erfolge
mit dem FK Ventspils:
- Lettischer Pokalsieger: 2005

mit dem FK Jelgava:
- Lettischer Pokalsieger: 2010, 2014, 2015

mit Lettland:
- Baltic Cup: 2014, 2016